# 3C 48
3C48是許多類星體之中第一顆被發現的。
3C 48是劍橋大學電波星表第三版中的第一個源，它是由艾伦·桑德奇和湯瑪斯·馬修（Thomas Matthews）于1960年通過干涉儀發現的。
杰西·格林斯坦和湯瑪斯·馬修發現其紅移足足有0.367，是當時所知最高紅移的來源之一。
直到1982年，人們才發現其周圍的一個黯淡星系狀星雲和3C 48有相同的紅移，加固了3C 48位于遙遠星系的理論。3C 48也是第一顆被發現有圍繞著它的、有著相同紅移星系的類星體。

## 外部連結
- What is known about 3C 48
- Amateur CCD image of 3C 48 based on 30 min total exposure（页面存档备份，存于）
- Image from Aladin（页面存档备份，存于）
- Simbad 3C 48（页面存档备份，存于）
- Atlas 3C 48（页面存档备份，存于）